# Certosa di San Girolamo
La certosa di San Girolamo era un monastero che sorgeva sul Montello, nell'attuale comune di Nervesa della Battaglia, primo insediamento certosino nel Veneto.

## Storia

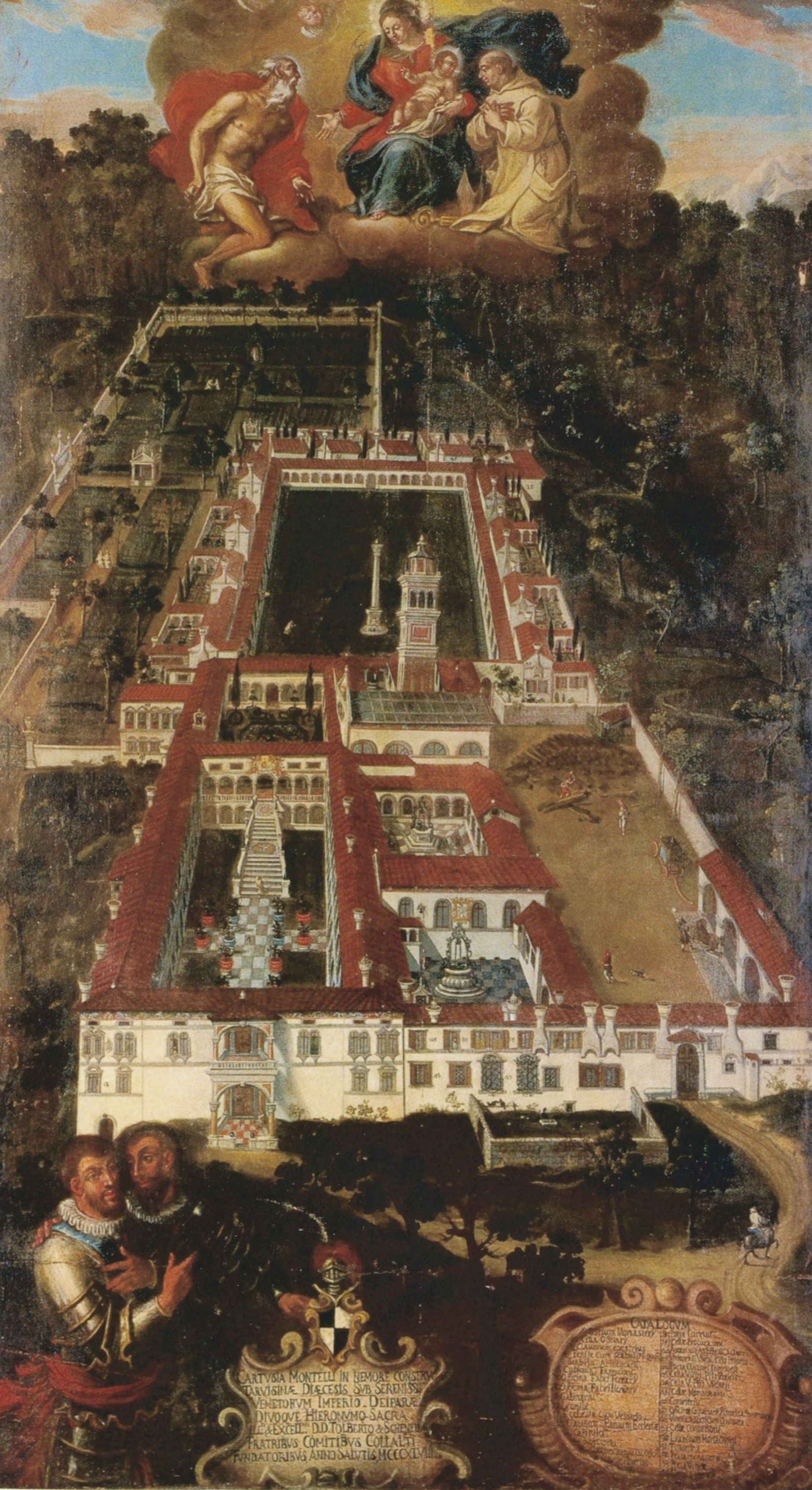
Dipinto della fine del XVII secolo, Musée de la Grande Chartreuse

Riguardo alla fondazione del monastero, la fonte principale è la Chronica Domus seu Monasterii Huius Montelli Cartusiensis Ordinis, codice del 1412 scritto da fra Antonio De Macis e attualmente conservato al museo Correr di Venezia.
Secondo il manoscritto, nella prima metà del Trecento un tal Giovanni, originario della Val di Fassa ma residente a Venezia, in seguito ad una visione decise di trasferirsi in una grotta del Montello e di vivere da eremita. Il monaco, inoltre, eresse (o forse restaurò) un modesto luogo di culto dedicato a San Girolamo. Presto circolarono attorno a lui dicerie e leggende che lo facevano un santo.
Poco tempo dopo, il veneziano fra Giannotto da Luca, seguito da alcuni compagni, costruì nei pressi della grotta un vero e proprio monastero, aiutato dalle donazioni del conte Schenella V di Collalto e dal priore dell'Ospedale di S.S. Giovanni e Paolo. Giovanni da Fassa, tuttavia, se ne andò da lì, volendo raggiungere una località più tranquilla e isolata.
Al di là della cronaca, probabilmente intrisa di dicerie e leggende, alcuni documenti provano la presenza di un eremo nella zona sin dal XIII secolo. E, più che i motivi religiosi, dietro la fondazione stavano soprattutto interessi economici: nel 1338, infatti, la Serenissima conquistava Treviso e assumeva così il possesso delle risorse silvicole della collina. A riprova di ciò, la certosa fu organizzata e sostenuta da frati e nobili veneziani.
Ciononostante, furono soprattutto i conti di Collalto a contribuire alla costruzione, specialmente, come già detto, con la figura di Schenella V (il quale, nel 1340, posava la prima pietra della chiesa). I Collalto erano, peraltro, i fondatori della vicina abbazia di Sant'Eustachio.
Nel 1346 il complesso era sotto il patrocinio dei Camaldolesi di San Mattia a Murano, ma solo per un breve periodo. Seguì infatti una grave crisi, forse dovuta alla peste, sicché dal 1349 la certosa fu gestita da un proprio rettore.
Dopo alterne vicende, la Serenissima assunse il controllo definitivo del Trevigiano sul finire del XIV secolo. Per razionalizzare lo sfruttamento del bosco, Venezia confiscò l'intero Montello e lo stesso monastero dovette cedere terreni, tuttavia poteva contare sul controllo di varie altre proprietà sparse per la Marca e nella stessa Treviso.
Alla caduta della Repubblica, vera protettrice della certosa, seguì il dominio francese e le soppressioni napoleoniche. Così, nel 1806, il monastero fu soppresso e i beni confiscati, mentre i frati furono trasferiti nel monastero di Sant'Andrea al Lido di Venezia . Nel 1809 il complesso fu messo all'asta e poco dopo acquistato da Gaspare Novello, sindaco di Selva (che allora era comune autonomo). Il nuovo proprietario, desideroso di liberare il terreno per farvi crescere un boschetto, fece demolire il complesso e, anzi, incitava la gente a portarsi via i resti, da reimpiegare nell'edilizia.

## Oggi

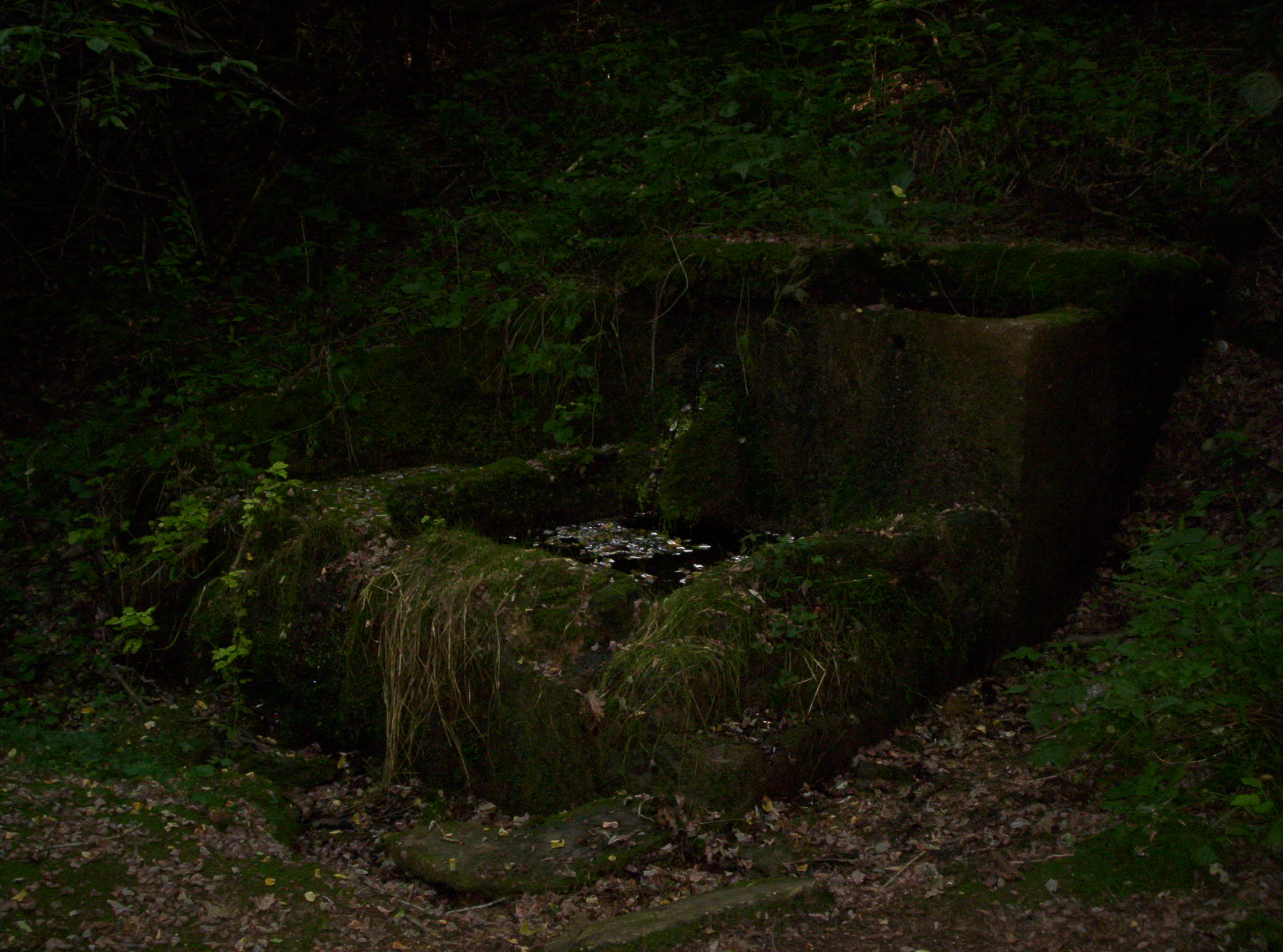
Fontana carsica nella valle delle Tre Fonti, presso la grotta di San Girolamo.

Il sito in cui sorgeva si trova in località ai Frati, presso la dorsale del Montello, tra le prese 3 e 4.
Attualmente della certosa non resta pressoché nulla ed è per questo difficile ricostruirne la consistenza. Alcune incisioni d'epoca mostrano un complesso particolarmente vasto ed articolato, tuttavia la veridicità di queste rappresentazioni è stata messa in dubbio. È infatti più probabile che, per la natura montuosa del luogo e per i resti, quasi del tutto assenti, il monastero fosse in realtà una costruzione più modesta.
Nel 1815, in ricordo della certosa, fu edificato un piccolo oratorio, noto come grotta di San Girolamo, presso quello che era l'antico luogo di eremitaggio (del quale si possono ancora notare delle nicchie scavate nelle pareti). L'altar maggiore della chiesa di Bavaria appartenne proprio alla chiesa dell'abbazia. Inoltre, nel 1863, ciò che restava del cimitero fu smantellato e le salme di 138 frati furono degnamente sepolte nella parrocchiale di Giavera.